# Johann Joseph Schmidlin
Johann Joseph Schmidlin (* 15. Oktober 1725 in Ludwigsburg; † 31. Dezember 1779 in Hamburg) war ein deutscher Lexikograph.

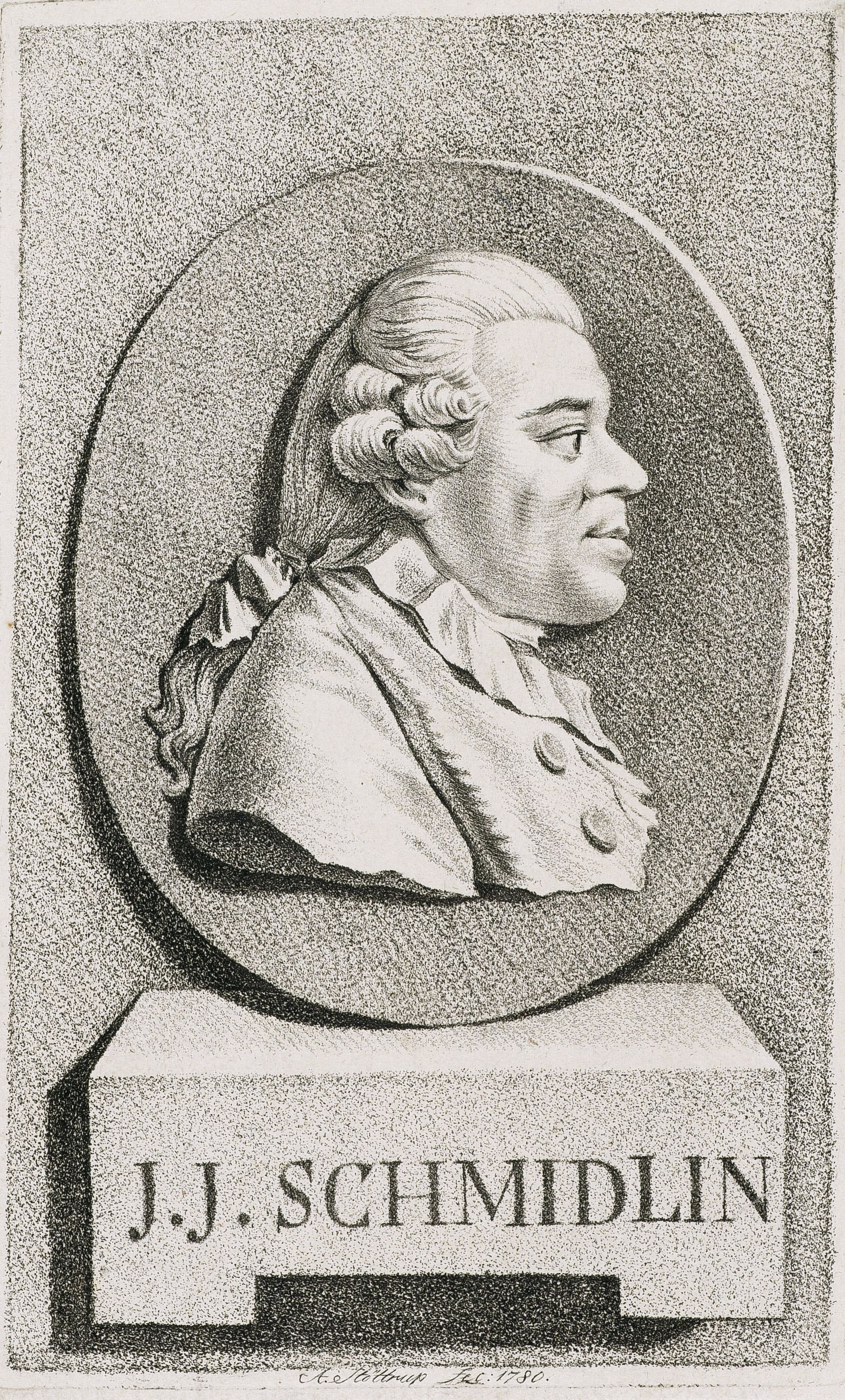
Johann Joseph Schmidlin, Kupferstich von 1780

## Leben
Er war kaum vier Jahre alt, als sein Vater, der Spezial-Superintendent in Ludwigsburg, Christoph Andreas Schmidlin, verstarb. Seine Mutter zog daraufhin mit ihm nach Neuenburg zu seiner Großmutter um und 1736 heiratete sie den Hofprediger und Konsistorialrat in Kirchberg, Johann Ludwig Wolf. 
Nach dem Besuch des Gymnasiums in Öhringen studierte Schmidlin an der Universität Wittenberg Theologie. Unzufrieden mit der Enge des Pfarrerberufs sowie der Strenge des Stiefvaters ging er nach Tübingen um das Studium der Rechtswissenschaften aufzunehmen, befasst sich aber auch mit englischen und italienischen Sprachstudien. 1748, nach Abschluss dieses Studiums erhielt er das Angebot einer Hauslehrerstelle mit dem Titel eines Hofmeisters bei den jungen Reichsgrafen von Giech aus Thurnau (Oberfranken), die er an das Collegium Carolinum in Braunschweig, der heutigen Technischen Universität Braunschweig, begleiten sollte und dabei selbst Vorlesungen besuchen konnte. Allerdings entdeckte Schmidlin in dieser Zeit auch seine Leidenschaft für das Theater und andere Vergnügungen und verschuldete sich. Wegen der Vernachlässigung seiner eigentlichen Tätigkeit verlor er den Posten als Hofmeister. Die folgenden Jahre zog er von Ort zu Ort und ging verschiedenen Tätigkeiten nach. Nach einem kurzen Aufenthalt in England ließ er sich in Hamburg nieder, wurde Redakteur und Herausgeber der Zeitschrift Hamburgisches Journal und heiratete 1763. 
Inzwischen mit dem Titel eines fürstlich-hohenlohischen Geheimrats ausgestattet, nahm er nun sein lange gehegtes Vorhaben eines Real- und Universallexikons der Französischen Sprache in Angriff, an welchem er unermüdlich arbeitete und welches er im Eigenverlag herausgeben wollte. 1771 nahm ihn die Bayerische Akademie der Wissenschaften als auswärtiges Mitglied auf. Als er am 31. Dezember 1779 verstarb, hatte er das Lexikon nur bis zum Buchstaben J vollenden können.